# 阴极射线发光

阴极射线发光系统的示意图：电子束穿过抛物面镜（parabolic mirror）上的一个小孔后入射样品；从样品出射的光经过反射进入光谱仪后，可以使用感光耦合元件（CCD）或光电倍增管（PMT）进行探测，同时还可以对电子束感应电流（EBIC）进行测量。

阴极射线发光（Cathodoluminescence，CL）或阴极发光、阴极射线致发光，是一种冷发光现象，指的是磷光体之类的材料受电子照射时发射出可见光的现象。阴极射线发光常见于老式电视的显像管；其利用电子束在电视屏幕内侧的磷光体上来回扫描，通过控制屏幕上不同区域的发光强度生成图像。

## 在显微技术中的应用
在地质学、矿物学、材料科学和半导体工程学中，结合了阴极射线发光探测器的扫描电子显微镜或光学显微镜被用于探测半导体、岩石、陶瓷器和玻璃等材料内部的结构，以获取这些材料的组成成分、生长情况和品质。

### 在扫描电镜中的应用

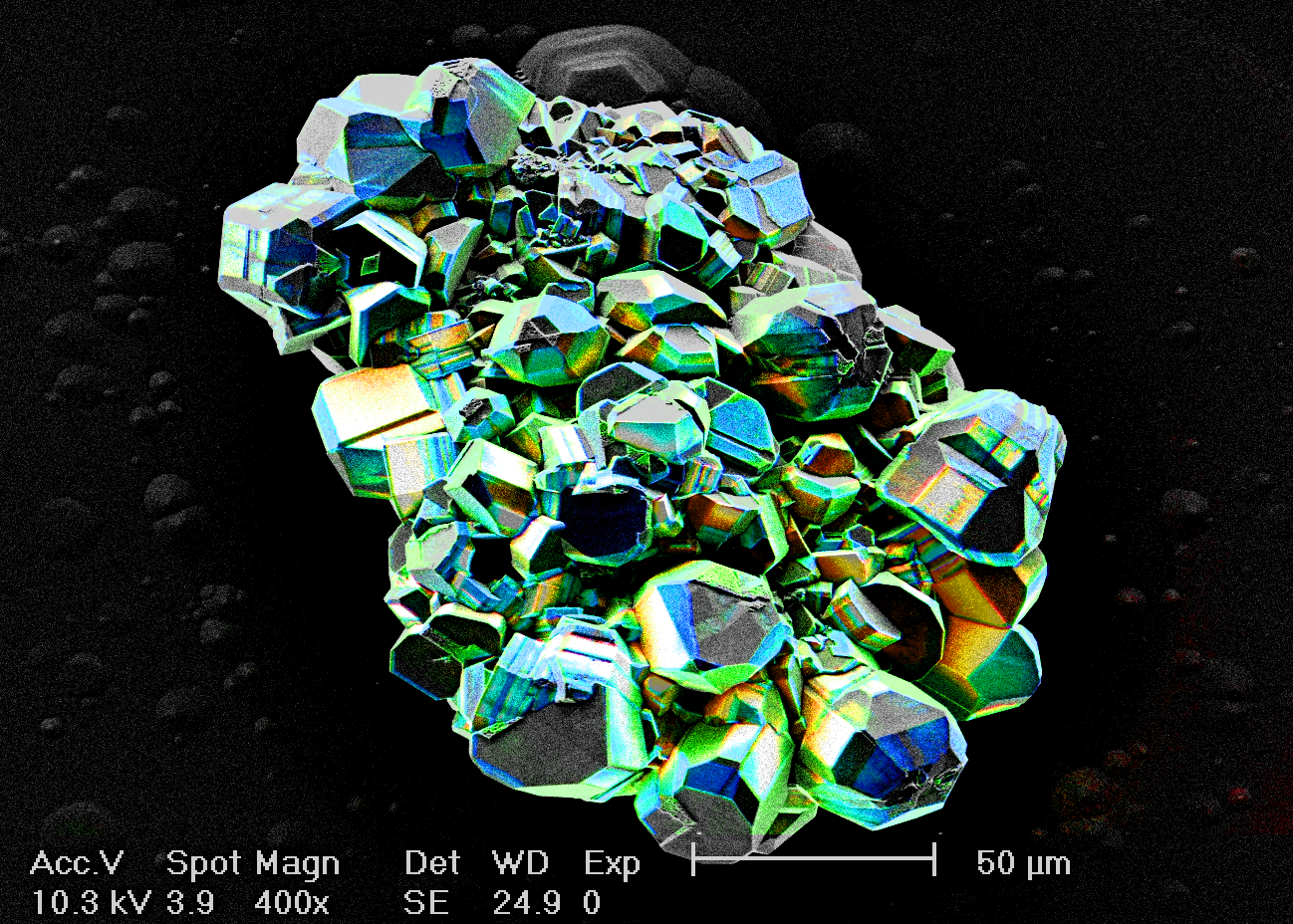
图为InGaN多晶，采用扫描电子显微镜照片和彩色阴极射线发光相互复叠制作而成。图像的蓝色和绿色通道表现的是真实颜色，红色通道关联于紫外发射。

电子显微镜使用聚焦后的电子束照射于样品上；从样品中激发出的光通过某些光学系统（例如椭面镜）进行收集。光導纖維将这些光从显微镜内部传导出来后，单色器可以分离这些光所包含的不同波长成分，然后使用光电倍增管进行测量。若对显微镜视野内的区域进行扫描，并在电子束扫描到每一点时测量样品所发出的光；将这些测量结果汇集起来即可绘制出阴极射线发光的“分布图”，表现的是显微镜视野区域内光学活动的分布。另一种实验手段是仅让电子束照射样品上的某一固定点或固定区域，然后获取这一区域的光谱。如果用感光耦合元件代替光电倍增管，则可以测量全光學頻譜（高光譜影像）。
基于电子显微镜的阴极射线发光实验手段的主要优势是其空间分辨率。扫描电镜的分辨率一般在几十纳米左右；（扫描）透射电子显微镜的分辨率甚至能达到几个纳米。另外，如果使用脉冲式的电子源甚至可以实现时间分辨率达到纳秒到皮秒级别的测量，可被应用于低维度半导体结构（例如量子阱和量子点）的研究。
虽然基于电子显微镜的阴极射线发光探测仪提供了较高的放大倍数，但基于光学显微镜的阴极射线发光探测仪的优势在于可以看到样品原本的颜色。最新开发的系统结合了两者的优势
。

## 其他应用
虽然直接带隙半导体（例如砷化鎵或氮化鎵）的阴极射线发光现象最明显（最适合用上述实验手段对其进行测量），但是间接带隙半导体（例如硅）中也有微弱的阴极射线发光现象。利用位错硅的发光和本征硅相异的特征，可以检测出集成电路中的缺陷。
最近，基于电子显微镜的阴极射线发光测量也被用于研究金属纳米颗粒的表面等离子共振。金属纳米颗粒的表面電漿子也能吸收光和发光，但这一过程和半导体中的发光是不同的。同样，阴极射线发光也被用作探针，对平面介电光子晶体和纳米结构光子材料的局部态密度进行测量。

## 延伸阅读
- Cathodoluminescence microscopy: Optical imaging and spectroscopy with deep-subwavelength resolution, T. Coenen, B. J. M. Brenny, E. J. R. Vesseur, and A. Polman, MRS Bulletin 40, 359 (2015)
- Angle-resolved cathodoluminescence nanoscopy, T. Coenen, University of Amsterdam (2014)
- Cathodoluminescence plasmon microscopy （页面存档备份，存于）, M. Kuttge, Utrecht University (2009)
- Electron beams set nanostructures aglow （页面存档备份，存于）, Nature 493, 143 (2013)
- Angle-resolved cathodoluminescence imaging polarimetry （页面存档备份，存于）, C. I. Osorio, T. Coenen, B. J. M. Brenny, A. Polman, and A. F. Koenderink, ACS Photonics, DOI: 10.1021/acsphotonics.5b00596 (2015)
- Imaging of hidden modes in ultra-thin plasmonic strip antennas by cathodoluminescence （页面存档备份，存于）, E. S. Barnard, T. Coenen, E. J. R. Vesseur, A. Polman, and M. L. Brongersma, Nano Lett. 11, 4265 (2011)
- Directional emission from plasmonic Yagi-Uda antennas probed by angle-resolved cathodoluminescence （页面存档备份，存于）, T. Coenen, E. J. R. Vesseur, A. Polman, and A. F. Koenderink, Nano Lett. 11, 3779 (2011)
- B. G. Yacobi and D. B. Holt, Cathodoluminescence Microscopy of Inorganic Solids,New York, Plenum (1990)
- C. E. Norman, Microscopy and Analysis, March 2002, P.9-12
- S. A. Galloway et al., Physica Status Solidi C, V0(3), P.1028-1032 (2003)
- C. M. Parish and P. E. Russell, Scanning Cathodoluminescence Microscopy, in Advances in Imaging and Electron Physics, V.147, ed. P. W. Hawkes, P. 1 (2007)
- Lähnemann, J.  (pdf) (学位论文). Humboldt-Universität zu Berlin. 2013  [2018-11-09]. （原始内容存档于2019-07-13）.